# Amarguillo
L'Amarguillo è un piccolo fiume (in certi tratti di carattere stagionale) della penisola iberica, affluente del Cigüela, tributario a sua volta del Guadiana. Ha una lunghezza totale di 57,04 km.

## Descrizione
Nasce nella Sierra de la Calderina, un gruppo montuoso facente parte dei Monti di Toledo. Più precisamente ha origine nel Morrón Grande, una delle montagne più alte della zona situata tra Consuegra, Madridejos, Urda, Camuñas e Villafranca de los Caballeros. Nella sua parte finale, il fiume entra nella Provincia di Ciudad Real, passando vicina a Herencia, prima di sfociare nel fiume Cigüela all'altezza di Alcázar de San Juan.
A causa del carattere torrenziale dell'Amarguillo e alle scarse piogge nella stagione estiva, il fiume si secca quasi completamente all'altezza dei municipi di Urda e Consuegra.
Il fiume è noto per essere stato la causa dell'inondazione di Consuegra del 1891 in cui morirono più di 350 persone.